# Тузі-Сярмус
Тузі́-Сярму́с (рос. Тузи-Сярмус, чув. Туçи Çармăс) — присілок у складі Вурнарського району Чувашії, Росія. Входить до складу Малояуського сільського поселення.
Населення — 337 осіб (2010; 365 у 2002).
Національний склад:
- чуваші — 98 %